# Varna (Bulgaria)
Varna (en búlgaro: Варна) es una ciudad del este de Bulgaria. Con una población de 335 819 habitantes en 2013, es la tercera más poblada del país tras Sofía y Plovdiv. Está ubicada en la costa búlgara del mar Negro y es el centro administrativo de la provincia homónima y del municipio de Varna. 
Comúnmente conocida como la «capital marina» o de verano de Bulgaria, Varna es un destino turístico, de negocios, centro universitario, puerto marítimo y sede de la Marina de Bulgaria y de la marina mercante, así como el centro de la provincia de Varna y región de planificación nororiental de Bulgaria (NUTS II), que comprende también las provincias de Dobrich, Shumen, y Targovishte. El aeropuerto de Varna, con sus 1,18 millones de pasajeros, principalmente turistas (solo en 2011), lo sitúan como el tercer aeropuerto más importante de Bulgaria después de los de Burgas y Sofía.
En abril de 2008, Varna fue designada sede de la Euro-Región del Mar Negro (una nueva organización regional, diferente de la Eurorregión del Mar Negro) por el Consejo de Europa.
El más antiguo tesoro de oro en el mundo fue descubierto en la necrópolis de Varna, que consiste en monedas, armas y joyas que datan del año 4600 a. C.

## Historia

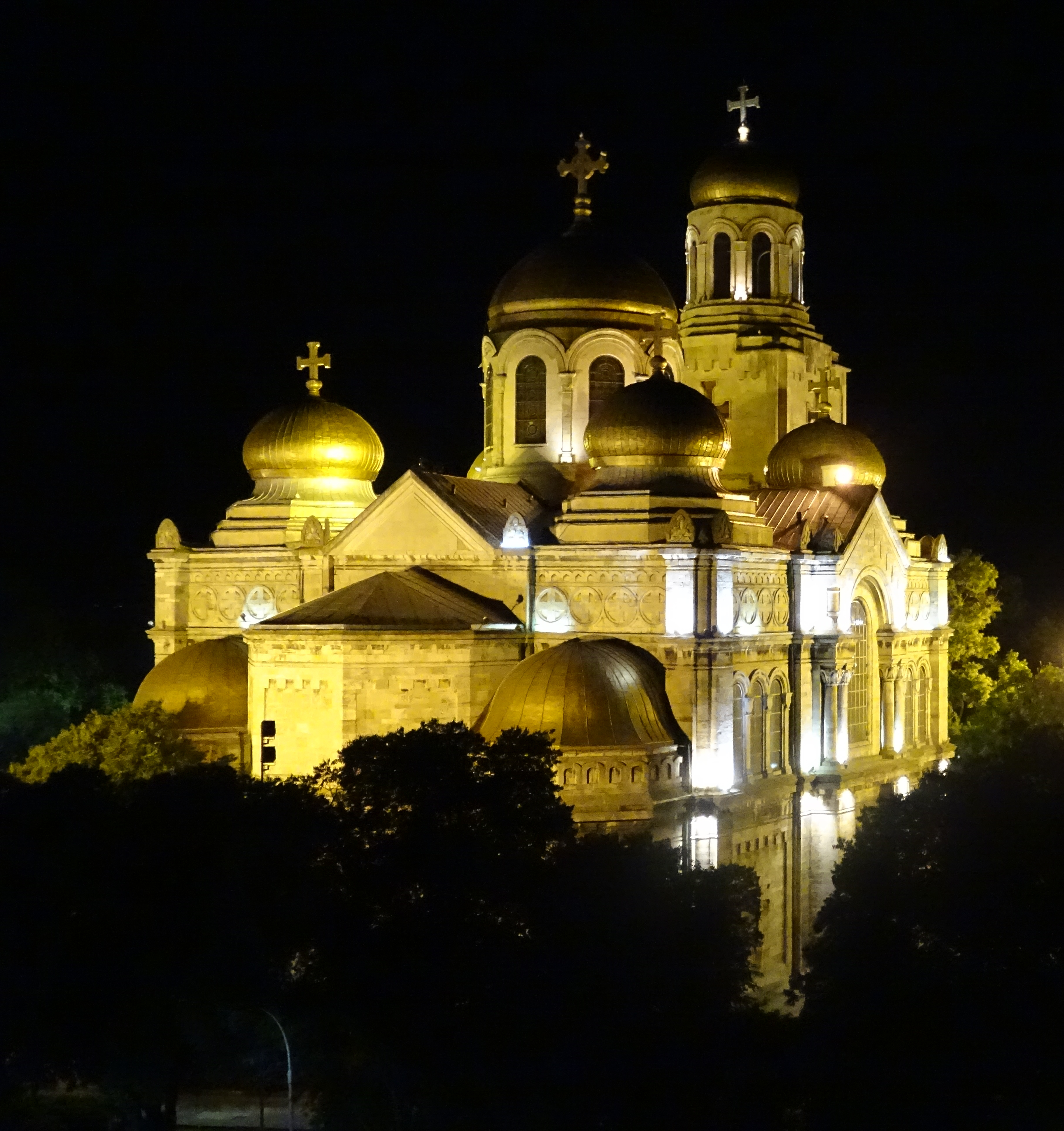
Catedral de Varna.

Varna fue fundada por los milesios a principios del siglo VI a. C. con el nombre de Odeso y sufrió siempre el influjo de los pueblos vecinos de Tracia. Destruida por los getas y conquistada por Roma, después de haber soportado las invasiones de hunos y eslavos.
Fue ocupada por el Imperio otomano a fines del siglo XIV y después por los rusos en 1610 y en 1828. En 1854 fue base de las operaciones de las tropas anglofrancesas durante la guerra de Crimea.
Varna es el escenario de una parte de la novela Drácula (1897) de Bram Stoker y es mencionada en la película Nosferatu, eine Symphonie des Grauens (1922) de F.W. Murnau.
En la década de 1950 llevó el nombre de Stalin.

## Geografía
La ciudad tiene una superficie de 238 km² (de la plataforma Mesia de Varna monoclinal) que descienden de la meseta calcárea Franga (con una altura 356 m) en el norte y la meseta Avren en el sur, a lo largo de la bahía en forma de herradura de Varna en el mar Negro, el alargado lago de Varna, y dos cursos de agua artificiales que conectan la bahía y el lago y el puente Asparuhov.
Es el centro de una conurbación creciente que se extiende a lo largo de la costa norte 20 km y 10 km al sur (principalmente la expansión residencial y recreativa) y a lo largo del lago 25 km al oeste (principalmente transporte e instalaciones industriales). Desde la antigüedad, la ciudad ha estado rodeada de viñedos, huertos y bosques. Los establecimientos comerciales marítimos están siendo reubicados en el interior de los lagos y canales, mientras que la bahía sigue siendo una zona de recreo, casi toda la línea de costa es zona verde.

### Clima

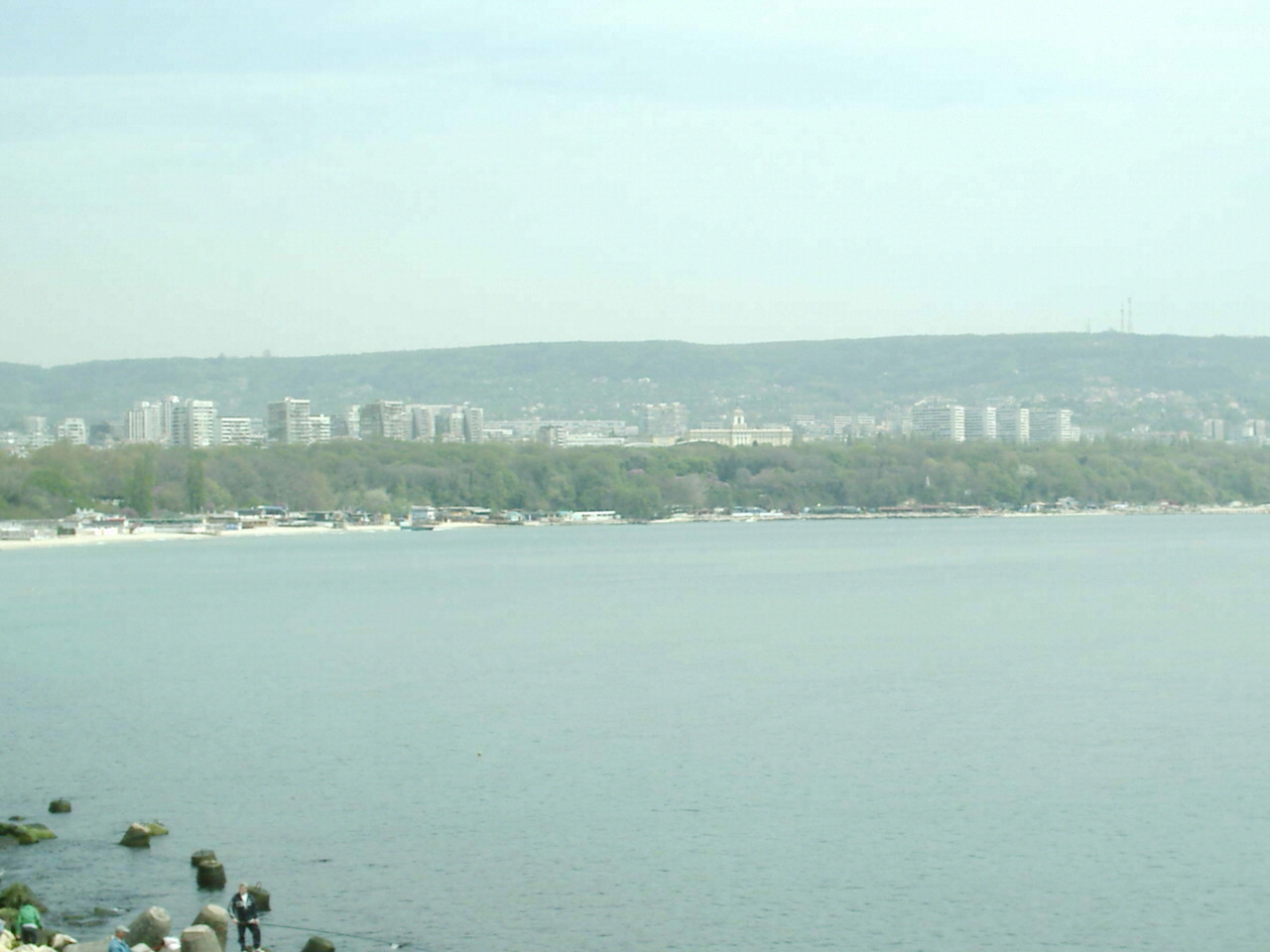
Vista de Varna

Varna tiene un clima subtropical húmedo (clasificación climática de Köppen, Cfa), con considerables influencias de climas marítimo y continental. Los inviernos suelen ser frescos, pero más suaves que en el interior del país. El verano comienza a mediados de mayo y dura hasta principios de octubre. Las temperaturas en verano suelen variar entre 17 y 23 °C en la noche y durante el día 27-33 °C, en junio, julio y agosto las temperaturas superiores a 35 °C son raras debido a los vientos y brisas en Varna y toda la costa búlgara del mar Negro es más fresca que otras partes del país.
La temperatura de agua de mar durante los meses de verano suele ser alrededor de 22-27 °C. En agosto de 2010 la temperatura del agua alcanzó un récord de 32 °C. En invierno las temperaturas son alrededor de 0 °C por la noche y 8 °C durante el día. A veces, las temperaturas caen por debajo de los 0 °C. Pueden aparecer nevadas en diciembre, enero, febrero y, rara vez, en marzo. Varna tiene la mayor precipitación diaria en Bulgaria. El 21 de agosto de 1951 un fuerte chubasco golpeó la ciudad y en tan solo unas pocas horas cayeron 292 mm en el Sanatotium cerca de Varna (a solo 10 km al norte de la ciudad).
| Parámetros climáticos promedio de Varna        | Parámetros climáticos promedio de Varna | Parámetros climáticos promedio de Varna | Parámetros climáticos promedio de Varna | Parámetros climáticos promedio de Varna | Parámetros climáticos promedio de Varna | Parámetros climáticos promedio de Varna | Parámetros climáticos promedio de Varna | Parámetros climáticos promedio de Varna | Parámetros climáticos promedio de Varna | Parámetros climáticos promedio de Varna | Parámetros climáticos promedio de Varna | Parámetros climáticos promedio de Varna | Parámetros climáticos promedio de Varna |
| Mes                                            | Ene.                                    | Feb.                                    | Mar.                                    | Abr.                                    | May.                                    | Jun.                                    | Jul.                                    | Ago.                                    | Sep.                                    | Oct.                                    | Nov.                                    | Dic.                                    | Anual                                   |
| ---------------------------------------------- | --------------------------------------- | --------------------------------------- | --------------------------------------- | --------------------------------------- | --------------------------------------- | --------------------------------------- | --------------------------------------- | --------------------------------------- | --------------------------------------- | --------------------------------------- | --------------------------------------- | --------------------------------------- | --------------------------------------- |
| Temp. máx. abs. (°C)                           | 22.8                                    | 23.0                                    | 29.5                                    | 29.2                                    | 34.3                                    | 40.8                                    | 41.4                                    | 40.7                                    | 37.2                                    | 33.4                                    | 26.8                                    | 26.5                                    | 41.4                                    |
| Temp. máx. media (°C)                          | 8                                       | 10                                      | 14                                      | 17                                      | 23                                      | 27                                      | 30                                      | 30                                      | 25                                      | 20                                      | 14                                      | 9                                       | 19.0                                    |
| Temp. media (°C)                               | 3                                       | 4                                       | 10                                      | 13                                      | 18                                      | 22                                      | 25                                      | 25                                      | 21                                      | 16                                      | 10                                      | 6                                       | 15.0                                    |
| Temp. mín. media (°C)                          | 0                                       | 1                                       | 5                                       | 8                                       | 14                                      | 17                                      | 21                                      | 21                                      | 16                                      | 11                                      | 6                                       | 2                                       | 10                                      |
| Temp. mín. abs. (°C)                           | -19                                     | -24.2                                   | -8.3                                    | -1.6                                    | 3.5                                     | 7.2                                     | 10.9                                    | 10.8                                    | 4.4                                     | -3.6                                    | -9.2                                    | -12.8                                   | -24.2                                   |
| Precipitación total (mm)                       | 31.8                                    | 29.9                                    | 43.7                                    | 57                                      | 43.9                                    | 57.6                                    | 50.7                                    | 41.4                                    | 44.1                                    | 42.6                                    | 55.6                                    | 42                                      | 540.3                                   |
| Días de precipitaciones (≥ 1 mm)               | 13.5                                    | 11.3                                    | 11.9                                    | 9.3                                     | 6.9                                     | 6.2                                     | 4.7                                     | 3.3                                     | 6.5                                     | 9.6                                     | 8.9                                     | 11.5                                    | 103.6                                   |
| Horas de sol                                   | 89.9                                    | 122.2                                   | 162.6                                   | 200.0                                   | 268.0                                   | 310.0                                   | 340.7                                   | 302.2                                   | 249.0                                   | 177.4                                   | 125.0                                   | 89.1                                    | 2436.1                                  |
| Humedad relativa (%)                           | 77.9                                    | 75                                      | 73.3                                    | 73.7                                    | 74.8                                    | 72.5                                    | 69.7                                    | 69.4                                    | 73.1                                    | 77.6                                    | 78.1                                    | 79                                      | 74.5                                    |
| Fuente: World Meteorological Organisation (UN) |                                         |                                         |                                         |                                         |                                         |                                         |                                         |                                         |                                         |                                         |                                         |                                         |                                         |

## Demografía

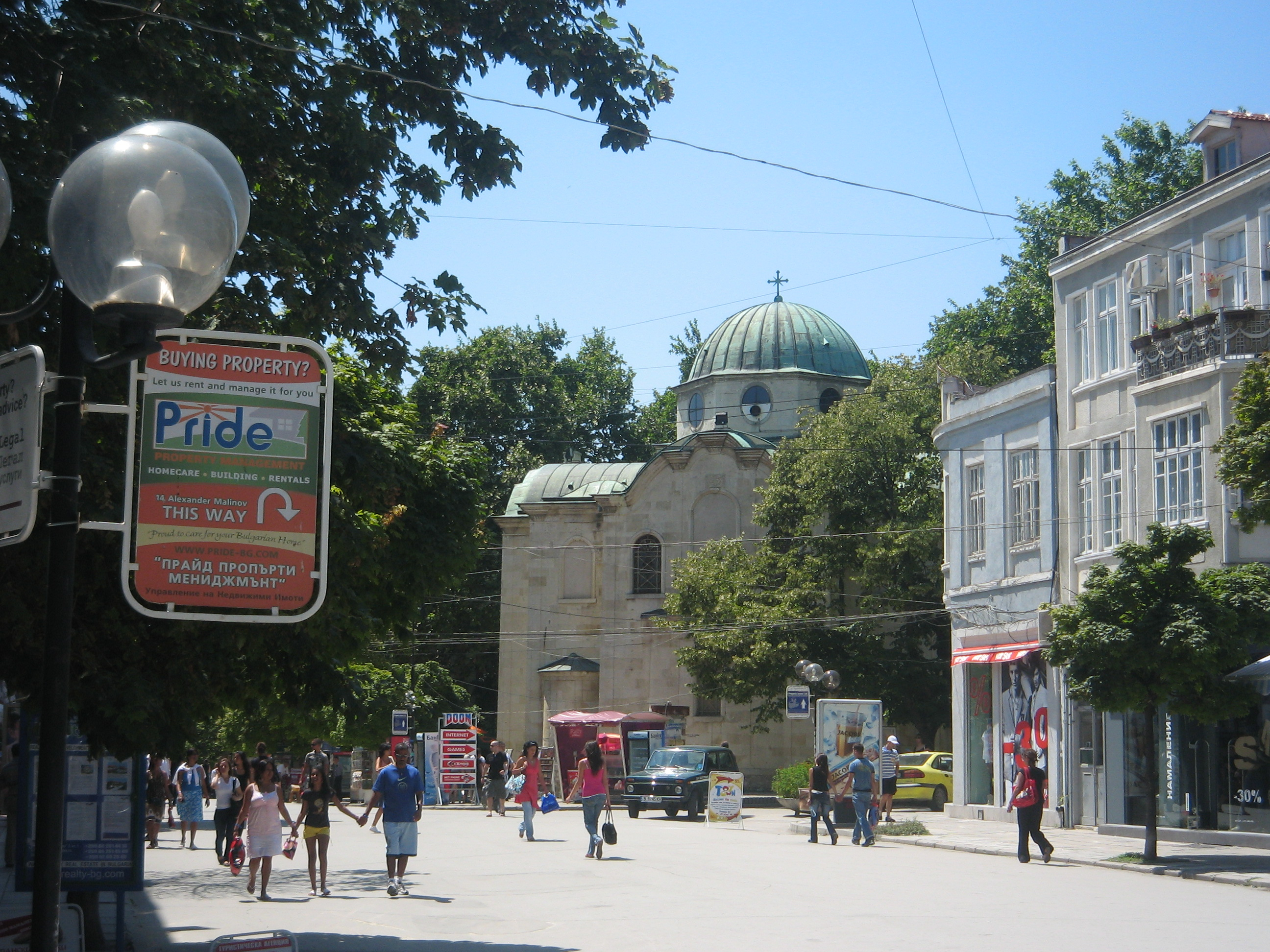
Personas en Varna

Su población asciende a 335 819 habitantes (junio de 2013).
Varna es la ciudad número 92 en cuanto a número de habitantes dentro de la Unión Europea.
Es la undécima ciudad más poblada de los Balcanes después de Estambul, Atenas, Bucarest, Sofía, Belgrado, Salónica, Zagreb, Skopie, Tirana y Plovdiv.

## Economía

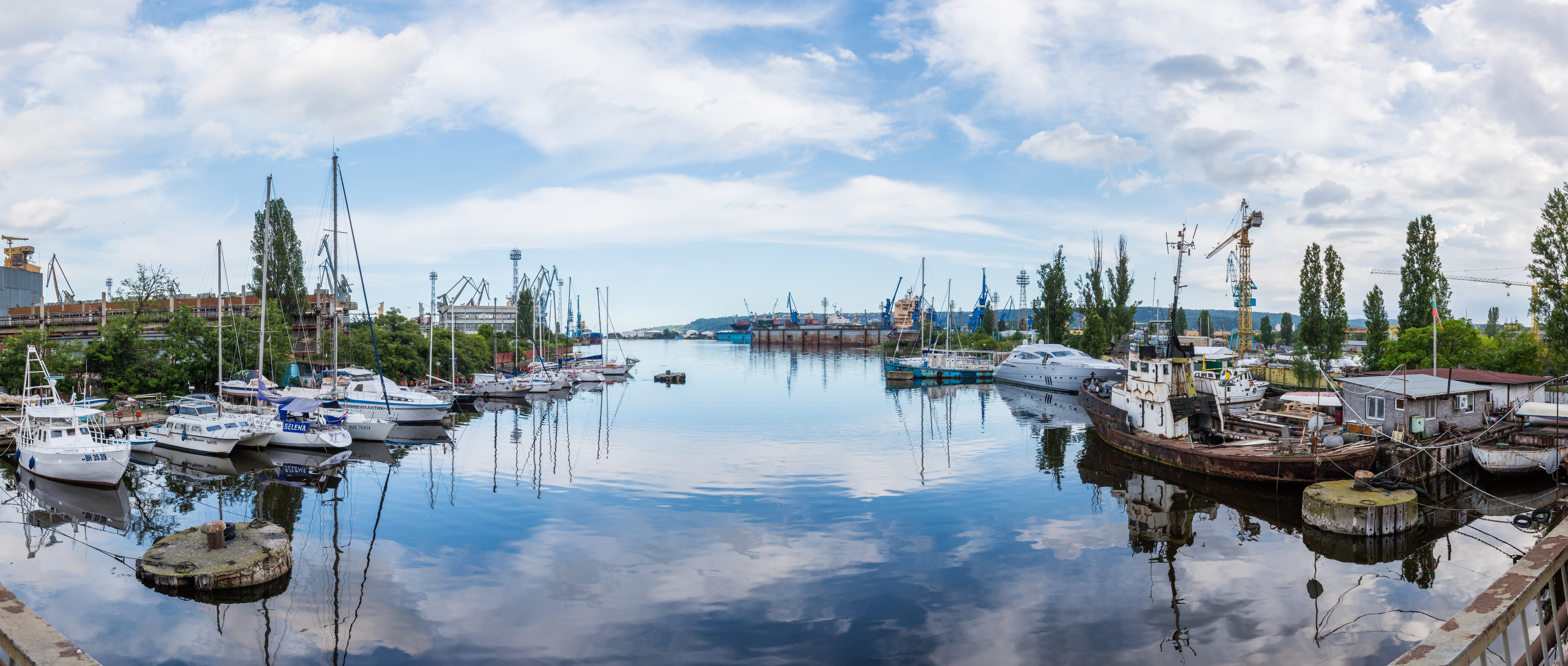
Desembocadura del lago de Varna al mar Negro.

Varna es el puerto comercial más importante del país, en comunicación con el mar Negro. Es una notable ciudad industrial, con fábricas metalúrgicas, mecánicas, químicas, alimenticias, textiles y de curtidos, así como es un frecuentado centro turístico, con una de las playas más elegantes del mar Negro. La ciudad cuenta con un importante acuario, fundado a principios del siglo XX.

## Deporte

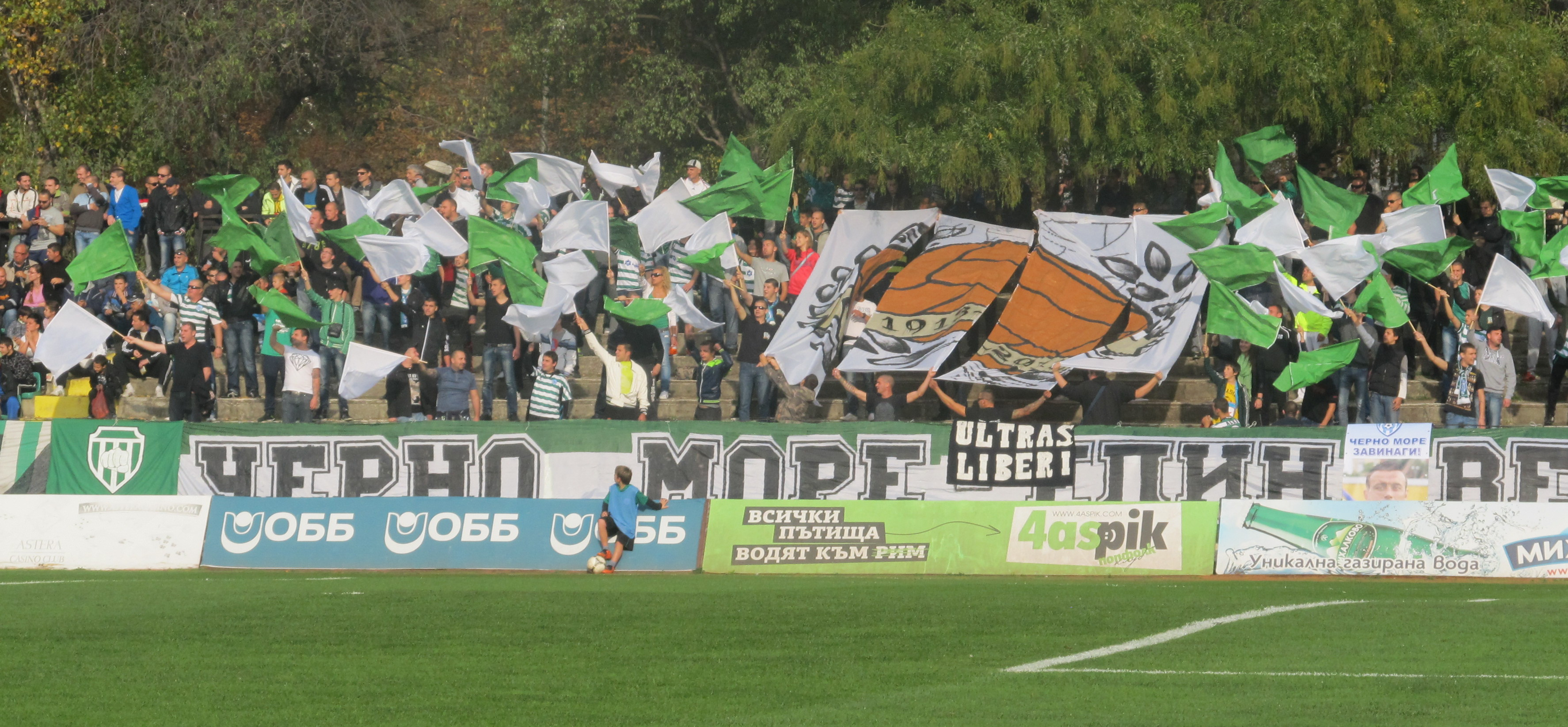
Aficionados del Cherno More

Al igual que en el resto de Bulgaria, el fútbol es el deporte más popular y Varna cuenta con dos clubes rivales: el Cherno More (conocido popularmente como "los marineros") fue fundado en 1913 y ha sido cuatro veces campeón nacional —incluyendo el primer campeonato de liga celebrado en Bulgaria en 1925— y el Spartak ("los halcones"), que fundado en 1918, fue una vez campeón de liga y participante en la Recopa de Europa en 1983, cuando alcanzó los octavos de final y fue eliminado por el Manchester United.
En Varna se celebró en Campeonato Mundial de Gimnasia Artística de 1974.

## Ciudades hermanadas
Varna está hermanada con las siguientes ciudades:
- Aalborg (Alemania)
- Ámsterdam (Países Bajos)
- Aqaba (Jordania)
- Barcelona (España)
- Bayburt (Turquía)
- Dordrecht (Países Bajos)
- El Pireo (Grecia)
- Génova (Italia)
- Hamburgo (Alemania)
- Járkov (Ucrania)
- Kavala (Grecia)
- Liverpool (Reino Unido)
- Lyon (Francia)
- Malmö (Suecia)[9]
- Medellín (Colombia)
- Memphis (Estados Unidos)
- Miami (Estados Unidos)
- Odessa (Ucrania)
- Rostock (Alemania)
- San Petersburgo (Rusia)
- Sarandë (Albania)
- Shëngjin (Albania)
- Stavanger (Noruega)
- Surabaya (Indonesia)[10]
- Szeged (Hungría)
- Turku (Finlandia)
- Vysoké Mýto (República Checa)
- Washington (Reino Unido)
- Wels (Austria)